# Ripiphorus fasciata
Ripiphorus fasciata is een keversoort uit de familie waaierkevers (Rhipiphoridae). De wetenschappelijke naam van de soort is voor het eerst geldig gepubliceerd in 1823 door Say.